# STORCH
STORCH (im englischen Sprachraum TORCHES oder TORCH) ist ein in der Geburtshilfe verwendetes Akronym. Es bezeichnet die wichtigsten Infektionskrankheiten bzw. deren Erreger, welche bei einer werdenden Mutter intrauterin, unter der Geburt (sub partu) oder in der Postnatalperiode im Rahmen einer vertikalen Infektion auf das Kind übertragen werden können. Diese haben unter Umständen gravierende Folgen wie eine Früh- und Fehlgeburt, Fehlbildungen oder eine postnatale (mitunter lebenslange) Infektion.
STORCH steht für:
- S = Syphilis (Erreger: Treponema pallidum)
- T = Toxoplasmose (Erreger: Toxoplasma gondii)
- O = Andere (engl.: other), wie z. B.
  - Parvovirus B19 (Erreger der Ringelröteln)
  - Varizella-Zoster-Virus (Erreger der Windpocken und der Gürtelrose)
  - Hepatitis-B-Virus (Erreger von Hepatitis B)
  - Hepatitis-C-Virus (Erreger von Hepatitis C)
  - HIV (Erreger von AIDS)
  - Chlamydien (Erreger der Chlamydiose)
  - Coxsackie-Virus
  - Listerien (Erreger der Listeriose)
  - Streptococcus agalactiae
  - Zika-Virus[2]
- R = Röteln (Erreger: Rötelnvirus)
- C = Cytomegalie (Erreger: Humanes Cytomegalievirus)
- H = Herpes simplex (Erreger: Herpes-simplex-Viren 1&2)[3]

Da bei einigen dieser Infektionen eine intrauterine Schädigung für das Kind und/oder das Risiko einer Infektion u. a. beim Geburtsvorgang vermieden bzw. verringert werden können, sofern frühzeitig entsprechende Maßnahmen ergriffen werden, sind Screening-Untersuchungen auf diese Erkrankungen Teil der Schwangerschaftsvorsorge.
Folgende Untersuchungen werden in Deutschland von allen Krankenversicherungen übernommen, wobei die Durchführung und das Ergebnis im Mutterpass dokumentiert werden:
- Röteln (Nachweis einer Immunität, entweder durch STIKO-konforme Impfung oder Nachweis eines Röteln-Ak-Titers > 1:16)
- Hepatitis B (HBsAg-Status)
- Chlamydien (PCR-Untersuchung des Urins)
- Syphilis (TPHA-Suchtest; nur die Durchführung wird dokumentiert)
- HIV (seit 2007 auf freiwilliger Basis; nur die Durchführung wird dokumentiert)

Weitere Untersuchungen, die bei gesetzlich Versicherten in Deutschland meist eine IGeL-Leistung darstellen, sind Untersuchungen auf:
- Toxoplasmose
- Humanes Cytomegalievirus (CMV)
- Varizella-Zoster-Virus (VZV)
- Ringelröteln
- Listerien
- Gruppe-B Streptokokken